# Blondie’s Anniversary
Blondie’s Anniversary ist eine US-amerikanische Filmkomödie in Schwarz-Weiß aus dem Jahr 1947. Regie führte Abby Berlin, das Drehbuch schrieb Jack Henley nach den Comics von Chic Young. Die Hauptrollen spielten Penny Singleton und Arthur Lake. Blondie’s Anniversary ist der zweiundzwanzigste Blondie-Film.

## Handlung
Der Bankier Samuel Breckenbridge soll den Bau eines neuen Krankenhauses organisieren, und der Bauunternehmer George Radcliffe will den Auftrag. Als er bemerkt, dass die Armbanduhr von Breckenbridges Sekretärin Gloria Stafford nicht mehr funktioniert, kauft er ihr eine sehr teure neue Uhr, damit sie sein Angebot bei Breckenbridge unterstützt – und weil er sich von ihr angezogen fühlt. Seinem Angestellten Dagwood Bumstead gibt er den Auftrag, die Uhr früh am nächsten Morgen zu übergeben, weshalb der sie mit nach Hause nehmen muss. Dort bemerkt Dagwoods Frau Blondie die Uhr sofort und hält sie für ein Geschenk, schließlich haben die beiden ihren 15. Hochzeitstag. Dagwood will das seiner Frau nicht ausreden, und er kann die Uhr auch nicht per List bekommen, um sie auszutauschen. Also kauft er am nächsten Morgen ein sehr ähnliches, allerdings sehr viel billigeres Modell. Selbst dafür muss er sich das Geld bei dem von seinem Kollegen Ollie vermittelten Kredithai Sharkey leihen. Der meint, der täglich fällig werdende Zins sei 10 Cent. Erst als ihn Dagwood schon nicht mehr hört, fügt er hinzu, dass dies pro Dollar gelte. Dagwood übergibt diese Uhr Gloria Stafford in der Verpackung der anderen. Stafford bemerkt schnell, dass die Uhr nicht funktioniert, und wendet sich umgehend an das Geschäft, in dem Radcliffe sie gekauft hat. Dort wird festgestellt, dass es sich um eine Fälschung handelt, die selbst neu nicht deutlich weniger wert war, als Dagwood bezahlt hat.
Als Radcliffe davon erfährt, feuert er Dagwood. Der gesteht Blondie das aber erst nach einer Woche, woraufhin diese Radcliffe die Uhr zurückgibt. Radcliffe lädt darauf Stafford zu einem Abendessen ein, bei dem er ihr die Uhr geben wird. In der Zwischenzeit haben Burley & Dalton, die den Auftrag ebenfalls haben wollen, Stafford ebenfalls ein teures Geschenk gemacht, worauf diese Burley & Dalton unterstützt. Sie übermittelt ihnen die wesentlichen Daten von Radcliffes Angebot, und als sie bemerkt, dass den beiden die Angestellten fehlen, die einen Bauplan machen können, empfiehlt sie ihnen Dagwood, den die beiden dann auch einstellen. Dagwood erstellt diesen Plan in Rekordzeit, wozu er mehrere Tage durcharbeitet. Als er fertig ist, erfährt er, dass Burley & Dalton Betrüger sind, die planen, das Krankenhaus mit so billigen Materialien zu bauen, dass es schon nach kurzer Zeit einstürzen wird. Als er Blondie davon erzählt, drängt die ihn, Breckenbridge darüber zu unterrichten. Um an einen Beweis zu kommen, kehrt Dagwood in das Büro zurück. Kurz nachdem er ihn findet, trifft er aber auf Burley und kündigt an, dass er die beiden anzeigen will. Noch im Büro fixieren Burley und der dazugekommene Dalton ihn mit dem kritisierten Beton, fesseln und knebeln ihn. Danach gehen sie zur Auftragsvergabe, bei der auch Radcliffe anwesend ist.
Blondie, die Dagwood nicht erreichen kann, begibt sich ebenfalls dorthin und informiert Breckenbridge über die Absichten von Burley & Dalton. Da sie aber keine Beweise hat, glaubt ihr niemand. Als Sharkey, der auf der Suche nach seinem Geld in das Büro von Burley & Dalton eindringt, findet er Dagwood vor. Dem gelingt es, Sharkey dazu zu überreden, ihn zu befreien. Danach flüchtet er vor Sharkey und eilt zu Vergabe. Dort kann er den gewünschten Beweis vorlegen und so die Erteilung des Auftrags an Burley & Dalton verhindern. Breckenbridge schickt die beiden mit der Drohung, sie anzuzeigen, fort. Das Gleiche macht er mit dem mittlerweile eingetroffenen Sharkey, nachdem dieser sein verliehenes Geld mit einem angemessenen Zins, also deutlich unter seinen Forderungen, von Dagwood zurückbekommen hat. Er würde den Auftrag nun an Radcliffe geben, doch gefallen ihm die anderen Pläne deutlich besser. Dazu muss und will Radcliffe Dagwood wieder einstellen. Blondie handelt eine wesentliche Lohnerhöhung aus. Außerdem bekommt sie die Uhr, die Radcliffe sich mittlerweile von Stafford zurückgeholt hat.
Running Gag mit dem Briefträger
Nachdem er bereits verschont wurde, weil sich Dagwood Sorgen machte, genießt er dessen Arbeitslosigkeit, während der er sich sicher fühlen kann. Doch wird er wieder erwischt, als Dagwood das Angebot von Burley & Dalton bekommt.

## Hintergrund
William Frawley hatte nach Blondie in Society in Blondie’s Anniversary seinen zweiten Gastauftritt in der Serie, Adele Jergens ihren ersten. Zudem war Grant Mitchell nach Blondie’s Holiday ein zweites Mal in der Rolle des Samuel Breckenbridge zu sehen. Verantwortlicher Artdirector war George Brooks. Für das Szenenbild war William Kiernan verantwortlich.
Blondie’s Anniversary wurde vom 8. bis zum 29. August 1947 gedreht und am 18. Dezember 1947 veröffentlicht. Der Film wurde von Columbia Pictures produziert und vertrieben. Über eine deutschsprachige Aufführung ist nichts bekannt.

## Kritiken
Blondie’s Anniversary ähnelt den meisten Filmen der Serie sehr, nicht nur im Aufbau der Geschichte. Der Film sei reine Routine, er sei aber in Ordnung, geringfügig besser als Blondie in the Dough. Zwar halte er das Interesse des Publikums, biete aber wenig Lacher. Das mag den Anhängern der Serie gefallen, wer aber etwas Abwechslung möchte, werde enttäuscht werden. Jeder Gag, jede Situation und selbst die Geschichte sei bereits bekannt. Columbia habe sie bereits in den Hugh-Herbert-Komödien gezeigt.